# Jean-Dominique Burton
Jean-Dominique Burton, né le 13 octobre 1952 à Huy (Belgique) est un photographe et réalisateur belge, auteur de nombreux livres de photographies ayant pour cadre l'Europe, l'Asie ou l'Afrique,. Depuis 1978, de nombreuses expositions lui sont consacrées, en Europe, en Afrique (notamment à l'occasion du Sommet de la Francophonie, OIF, en novembre 2014), Amérique du Nord (San Francisco et université Stanford) et en Asie. Bon nombre de ses œuvres ont également intégré des collections publiques et privées.

## Biographie
Pendant plus de vingt ans, il voyage de l’Atlas à l’Himalaya où il réalise de nombreux travaux photographiques et reportages. Depuis le début des années 2000, il poursuit un travail sur les multiples aspects des civilisations africaines, construit une trilogie sur Porto-Novo, Abomey et Ouidah, trois villes du Bénin (ex-Dahomey) qui ont participé activement à l'histoire de la traite négrière et dont l'île de Gorée (Sénégal), est devenue le symbole. 
Depuis 2010, il réalise également des courts métrages documentaires et/ou contemplatifs, compléments animés et sonores de sa démarche photographique.
Il est lié depuis sa création en 2005 à la Fondation Zinsou (Cotonou-Bénin) avec laquelle il a réalisé trois expositions et trois publications. Il est présent également dans la collection permanente du musée d’art contemporain de Ouidah (villa Ajavon), inauguré par la Fondation en 2013.
En Afrique, Jean-Dominique Burton a réalisé des travaux de photographies dédiés aux Chefs traditionnels du Burkina Faso, au Vaudou béninois, aux Chasseurs Nago de Bantè, du Bénin, aux quartiers Matonge de Kinshasa et de Bruxelles ou encore à la ville de Porto-Novo et à l'île de Gorée.
Quand il ne voyage pas, Jean-Dominique Burton réside en Belgique, à Rixensart, une petite commune du Brabant  wallon.